# 賭博及び富くじに関する罪
賭博及び富くじに関する罪（とばくおよびとみくじにかんするつみ）とは、刑法に規定された犯罪類型の一つ。社会的法益に対する罪に分類される。

## 賭博を犯罪とする理由
賭博は、社会悪と考えられ、それを規制するため、刑法は賭博を禁じ、処罰の対象に定めている。賭博の問題点としては、以下のようなものが考えられる。
- 破産と人格崩壊: 賭博による金銭的損害によって個人や家族が破産し、人格が崩壊する事例がある。果てには自殺、殺人に及ぶ場合もある。
- 詐欺のリスク: 賭博ではいかさま賭博によって詐欺の被害に遭うリスクがある。
- 依存と中毒性: 賭博は人々の射倖心を刺激し、中毒的な依存状態を招く可能性がある。
- 勤労への影響: 賭博は勤労の美風を損い、健全な経済活動に影響を及ぼすとされる。
- 社会的影響: 賭博は暴力団や犯罪組織などの反社会的勢力の資金源となる場合もあり、社会問題を引き起こす可能性がある。
- 公正性の侵害: スポーツ賭博における八百長などは公正性を損ない、スポーツの信頼性を損なう。

## 賭博罪
常習賭博罪と区別する目的で、単純賭博罪とも呼ばれる。

### 行為
賭博罪が成立するためには、当事者双方が危険を負担すること、つまり、当事者双方が損をするリスクを負うものであることを要する。従って、パーティーなどで無料で行われるビンゴゲームのような、当事者の一方が景品を用意するだけで片方は負けても損をしない場合には賭博には当たらない。麻雀やポーカーのように双方の当事者の技量によってある程度勝敗が左右される場合でも、多少たりとも勝敗に偶然性が絡むのであれば賭博罪の成立が認められる。
判例・通説によれば、勝敗が一方当事者によって全面的に支配されている詐欺賭博は詐欺罪を構成し、賭博罪は成立しない（最判昭和26年5月8日刑集5巻6号1004頁）。

### 一時の娯楽に供する物
判例・通説によれば、関係者が一時娯楽のために消費する物をいう（大判昭和4年2月18日法律新聞2970号9頁）。具体的には、缶ジュースや食事などが挙げられる。また、これらの物を費用を負担させるために金銭を支出させた場合、賭博罪を構成しない（大判大正2年11月19日刑録19輯1253頁）。
一方、金銭そのものは、一時の娯楽に供するものとはいえない（最判昭和23年10月7日刑集2巻11号1289頁）。

### 既遂時期
判例によれば、賭博罪は挙動犯であり、財物を賭けて勝者に交付することを予約するだけで既遂に達する。具体的には、賭銭を場に出し、花札を配布すれば、たとえそれが親を決めるためであっても既遂となる（最判昭和23年7月8日刑集2巻8号822頁）。

## 常習賭博罪

### 常習性
判例・通説によれば、賭博を反復累行する習癖ある者を指し、必ずしも博徒または遊人に限られない（最判昭和23年7月29日刑集2巻6号1067頁）。常習かどうかは賭博行為の内容、賭けた金額、賭博行為の回数、前科の有無などを総合的に判断して決せられる。

### 共犯の問題
判例・通説によれば、常習賭博罪は不真正身分犯（加減的身分犯）である（大判大正2年3月18日刑集19巻353頁）。よって、刑法65条2項により、常習者と非常習者が賭博をしても、非常習者には単純賭博罪が成立するに過ぎない。

### 累犯加重の問題
判例・通説によれば、常習賭博罪は集合犯であるから、賭博行為を数回しても、常習賭博罪の包括的一罪である（最判昭和26年4月10日刑集5巻5号825頁）。刑法56条に規定される条件を満たせば、常習賭博罪にも累犯加重は適用できるとされている。

### 組織的犯罪処罰法上の特則
組織的な犯罪の処罰及び犯罪収益の規制等に関する法律（組織的犯罪処罰法）の適用を受ける場合には、法定刑は5年以下の拘禁刑となる（組織的犯罪処罰法3条）。

## 賭博場開張図利罪・博徒結合図利罪

### 行為
「開張」とは、必ずしも一定の場所に人を集める必要はなく、電話による野球賭博を運営することも含まれる（最決昭和48年2月28日刑集27巻1号68頁）。また、賭博場開張行為は賭博罪の幇助行為にもあたる。条文では「利益を図る」とあるが、実際に利益が出ていることは必要ではなく、利益を得る目的でした場合をいう。

### 組織的犯罪処罰法上の特則
組織的な犯罪の処罰及び犯罪収益の規制等に関する法律（組織的犯罪処罰法）の適用を受ける場合には、法定刑は3月以上7年以下の拘禁刑となる（組織的犯罪処罰法3条）。

## 富くじ罪

### 富くじの意義
富くじ行為とは、一定の番号札や券を販売し、その後抽選など偶然的な方法で購入者の間に不平等な利益を分配することである。その札や券が富くじである。福引は、券を直接購入するわけではないので、富くじにはあたらないとされている。

### 賭博罪との区別
判例によれば、抽選により勝負を決めるか否か、財物の所有権を提供と同時に失うか否か、当事者双方が危険を負担しないか否かであるとしている（大判大正3年7月28日刑録20輯1548頁）が、三番目の見解、すなわち販売者が財産的危険を負担しないのが富くじであるという点が通説的見解では強調されている。

### 行為
行為の態様により富くじ発売罪、富くじ発売取次罪、富くじ授受罪がある（刑法187条）。
通説的見解によれば、取次ぎとは売買のあっせんである。授受とは発売と取次ぎを除く、所有権の移転である。いずれも有償か無償かは問わないとされる。

## 違法性阻却
日本では賭博を基本的に違法とする一方で、全ての賭博が違法ではなく、合法とされる賭博も存在する。ここには、日常的な娯楽を尊重したり、賭博による収益を社会福祉に還元しようとする目的がある。
一般に、法令に基づいて行われる行為や社会通念上正当な業務による行為は、刑法35条の「法令又は正当な業務による行為」として、刑法に規定された罰条に該当しても犯罪は成立しない。
したがって、賭博および富くじに関する罪に該当する行為について、他の法律においてこれが行われることを許容したり、これが行われることを前提として規制を行ってたりしている場合は、特別にこれを合法化する趣旨か、または社会通念上正当な業務による行為であることを前提として規制する趣旨であり、いずれにせよその限りにおいては合法性が確保されているといえる。
合法の例として挙げられることがあるものは以下のとおり。

### 現金
- 金融商品取引法（デリバティブ取引）
- 商品先物取引法（商品先物取引）
- 保険法（保険契約）
- 商法（海上保険契約）
- 無尽業法（無尽）
- 競馬法（競馬）
- 自転車競技法（競輪）
- モーターボート競走法（競艇）
- 小型自動車競走法（オートレース）
- 当せん金付証票法（宝くじ）
- スポーツ振興投票の実施等に関する法律（サッカーくじ法、スポーツ振興くじ）
- 不当景品類及び不当表示防止法（景品表示法、懸賞金）
- お年玉付郵便葉書等に関する法律（お年玉法、お年玉付郵便はがき・夏のおたより郵便葉書）
- 特定複合観光施設区域の整備の推進に関する法律（IR整備推進法、統合型リゾート・民営カジノ）

### 現金以外
- 不当景品類及び不当表示防止法（景品表示法、懸賞・景品）
- 風俗営業等の規制及び業務の適正化等に関する法律（風適法、パチンコ・射的・輪投げ）
- お年玉付郵便葉書等に関する法律（お年玉法、お年玉付郵便はがき・夏のおたより郵便葉書）